# Victor Ouimette
Victor Ouimette (21 de abril de 1944 - 26 de enero de 1995) fue un hispanista canadiense.

## Biografía
Nacido en 1944 en Calgary, estudió en la Universidad McGill de Montreal. Se doctoraría en la Universidad de Yale. Ouimette, que volvería a McGill como profesor, llegaría a dirigir el departamento de Estudios Hispánicos de la Universidad.
Fue reconocido por tratar de establecer vínculos entre algunos intelectuales españoles como Ortega y Gasset, Ramiro de Maeztu, Eugenio d'Ors, Azorín o Miguel de Unamuno con un contexto europeo y latinoamericano.
Falleció el 26 de enero de 1995.

## Obras
- Reason Aflame: Unamuno and the Heroic Will. Prologue by Manuel Durán. New Haven and London: Yale University Press. (1974).[3]
- José Ortega y Gasset. Boston: G.K. Hall and Co., Twayne's World Authors Series, no.624. (1982).[4]
- Miguel de Unamuno. Ensueño de una patria. Periodismo Republicano, 1931-1936. Valencia: Pre-Textos. Edición, prólogo ("Unamuno, profeta en el destierro")  y cronología del periodismo de Unamuno desde 1931 hasta 1936.  Con la colaboración de María Elena Nochera de Ouimette.(1984).[4]
- "Azorín".  La hora de la pluma. Periodismo de la Dictadura y de la República. Valencia: Pre-Textos. Edición y prólogo ("Azorín y el liberalismo instintivo"). (1987).[4]
- Miguel de Unamuno. La agonía del cristianismo. Madrid: Espasa-Calpe. Edición, introducción y notas. (1996)[n. 1]
- Miguel de Unamuno. De patriotismo espiritual. Artículos en  «La Nación» de Buenos Aires, 1901-1914. Salamanca: Ed.Universidad de Salamanca. Edición, prólogo ("Unamuno en  «La Nación»") y cronología del periodismo de Unamuno en «La Nación» desde 1899 hasta 1924. (1997)[n. 2]
- Los intelectuales españoles y el naufragio del liberalismo (1923-1936). 2 vols. Prólogo de José Luis Abellán. Valencia: Pre-Textos.(1998).[5][n. 3]